# Rotbauchliest
Der Rotbauchliest (Dacelo gaudichaud) ist ein auf Neuguinea vorkommender Vogel aus der Familie der Eisvögel. Das Art-Epitheton ehrt den französischen Botaniker Charles Gaudichaud-Beaupré. Im englischen Sprachgebrauch wird die Art zuweilen auch als Gaudichaud’s kookaburra bezeichnet.

## Beschreibung

### Aussehen
Adulte Rotbauchlieste erreichen eine Länge von 28 bis 31 Zentimetern sowie ein Gewicht von 110 bis 161 Gramm bei den Männchen und 138 bis 170 Gramm bei den Weibchen. Zwischen den Geschlechtern besteht ein schwacher Sexualdimorphismus. Bei den Männchen ist der Kopf schwarz und zeigt einen schmalen weißen Streifen hinter den Augen, der Kragen ist ebenfalls weiß. Brust und Bauch sind zimtrot gefärbt. Das übrige Gefieder ist dunkelblau. Auf den Flügeln befinden sich einige türkisfarbene Flecke. Die Steuerfedern sind blau. Die Weibchen zeigen ähnliche Zeichnungsmuster wie die Männchen. Ihre Steuerfedern sind jedoch rötlich gefärbt. Der kräftige Schnabel hat bei beiden Geschlechtern eine helle gelbliche Farbe. Die Iris ist schwarzbraun, Beine und Füße sind grau.

### Lautäußerungen
Die Lautäußerungen des Rotbauchliest sind vielfältig, beispielsweise eine Abfolge von lauten „tok“ und „chok“-Rufen oder eine Serie von „kikikikiki-ha-ha-ha-ha-ha“-Rufen, die wie ein Lachen klingen.

## Verbreitung und Lebensraum
Der Rotbauchliest kommt auf Neuguinea vor. Er lebt bevorzugt im Gestrüpp in Bergregen- oder Mangrovenwäldern, zuweilen auch in Gärten, im Allgemeinen unterhalb von 500 Metern, gelegentlich noch in 1300 Metern nachgewiesen.

## Lebensweise
Die Vögel ernähren sich in erster Linie von Gliederfüßern (Arthropoda), gelegentlich auch von kleinen Wirbeltieren (Vertebrata) und Zehnfußkrebsen (Decapoda). Nesthöhlen werden von beiden Eltern in aktive Termitenhügel auf Bäumen (Kartonnester) gegraben. Das Nest wird entweder im August und September oder im Mai und Juni angelegt. Das Männchen verteidigt das Revier um das Nest gegen Artgenossen und andere Vogelarten. Ein Gelege besteht in der Regel aus zwei Eiern. Daten über die Brutzeit liegen nicht vor. Die Nestlinge werden von beiden Eltern hauptsächlich mit kleinen Insekten oder Erdwürmern gefüttert. Es finden sechs bis elf Fütterungen pro Stunde statt.

## Gefährdung
Der Rotbauchliest ist in seinen Verbreitungsgebieten nicht selten und wird demzufolge von der Weltnaturschutzorganisation IUCN als  „least concern = nicht gefährdet“ klassifiziert.